# Heteromeringia zosteriformis
Heteromeringia zosteriformis är en tvåvingeart som beskrevs av Mitsuhiro Sasakawa 1966. Heteromeringia zosteriformis ingår i släktet Heteromeringia och familjen träflugor. Inga underarter finns listade i Catalogue of Life.